# Colaxes
Colaxes is een geslacht van spinnen uit de familie springspinnen (Salticidae).

## Soorten
De volgende soorten zijn bij het geslacht ingedeeld:
- Colaxes horton Benjamin, 2004
- Colaxes nitidiventris Simon, 1900
- Colaxes wanlessi Benjamin, 2004